# Thörigen
Thörigen es una comuna suiza situada en el cantón de Berna, en el distrito administrativo de Alta Argovia. Tiene una población estimada, a fines de 2020, de 1156 habitantes.
Limita al norte con las comunas de Herzogenbuchsee y Thunstetten, al este con Bleienbach, al sur con Ochlenberg, y al oeste con Bettenhausen.
Hasta el 31 de diciembre de 2009 estaba situada en el distrito de Wangen.